# ミカエル・ウーア
ミカエル・ウーア（Mikael Uhre, 1994年9月30日 - ）は、デンマークのプロサッカー選手。デンマーク代表。フィラデルフィア・ユニオン所属。ポジションはフォワード。

## 経歴

### 幼少期
地元のクラブでサッカーを始め、12歳でGrindsted GIFの下部組織に移った。ミッティランの下部組織の入団テストを受けたこともあるが、好印象を残すことはできなかった。通っていた学校の教師から、デンマーク・スーペルリーガのスナユスケの入団テストを受けてみてはどうかと勧められ、スナユスケの下部組織に加わることとなった。

### クラブ
2013年3月28日、アウェイのシルケボー戦で88分から途中出場し、トップチームでの公式戦初出場。4月にはクラブとプロ契約を交わした。
2014年8月15日、半年間の期限つきでデンマーク・ファーストディビジョンのスキーヴェに移籍。平日は会社に勤務しながらのアマチュア契約でプレイしていた。このシーズン、リーグ戦13試合に出場し、3ゴールを挙げた。その後レンタル期間が延長され、2015-16シーズンもスキーヴェでプレイした。1シーズン通してプレイし、ファーストディビジョンで33試合に出場し15ゴール挙げ、得点ランク2位タイとなった。
2016年6月5日、スナユスケに復帰し3年契約を交わした。7月14日、UEFAヨーロッパリーグのストレームスゴトセト戦に途中出場し、国際大会デビューを果たした。2016-17シーズン開幕戦からピッチに立つと、その後も主力として試合出場を重ね、2シーズンで公式戦75試合に出場し、13ゴールを挙げた。
2018年1月18日、翌シーズンから4年半の契約でブレンビーに移籍することが発表された。移籍金は3,000,000クローネと報じられている。7月16日、シーズン開幕戦のラナース戦に先発出場し、ブレンビーでの初出場。
7月29日のホブロ戦では68分から途中出場し、アディショナルタイムに決勝ゴールを挙げた。ブレンビーで迎えた最初のシーズン、リーグ戦27試合に出場し6ゴールを記録。主にカミル・ウィルチェクとシモン・ヒードルンドに次ぐフォワード3番手の立場であった。
2020年6月21日、FCコペンハーゲン戦では84分からシグルド・ロステッドとの交代で途中出場すると、試合終了間際に難しいクロスボールをゴールに押し込み、引き分けに持ち込んだ。これは自身11か月ぶりのゴールであった。7月9日、ノアシェラン戦ではハットトリックとアシストを記録し、4-0での大勝に貢献した。以降、スターティングメンバーの座を確立していった。
2020年9月20日、リーグ第2節のFCコペンハーゲンとのダービーマッチで、後半アディショナルタイムに決勝ゴールを挙げた。また、先制された後にイェスパー・リンドストロムの同点ゴールをアシストしたのもウーアであった。秋になっても好調を維持し、11月下旬にはゴールとアシストの合計数でスーペルリーガのトップに立っていた。12月には4試合で3ゴールを挙げ、ブレンビーのファン投票で月間最優秀選手に選ばれた。
2021年3月14日、オーデンセ戦では前半のうちにパーフェクト・ハットトリックを達成（いずれもイェスパー・リンドストロムのアシスト）。この活躍もあり、3月のリーグ月間最優秀選手に選出された。ブレンビーはチャンピオンシップラウンドに進出し、自身もさらに得点を重ね、FCコペンハーゲン、ノアシェラン、ラナース、ミッティラン、そしてオーフスにも連勝し、リーグ最終節を残して首位に立った。最終節を前にして、ティプスブラデット誌とスーペルリーガの監督たちが選ぶシーズン最優秀選手にも選ばれた。5月24日、ブレンビーはノアシェランを破って16年ぶりのリーグ優勝を果たし、自身は19ゴールで得点王となった。
シーズン終了後には、デンマーク・スーペルリーガの最優秀選手にも選出された。
2021-22シーズン、第3節のヴェイレ戦で初ゴールを記録。2021年8月17日、UEFAチャンピオンズリーグ・プレイオフの開幕となったレッドブル・ザルツブルク戦でゴールを挙げた。オーデンセ戦とオールボー戦でそれぞれ2ゴールなど、このシーズンは16試合で11ゴールを記録した。
2022年1月、MLSのフィラデルフィア・ユニオンに特別指定選手として2024シーズンまで（さらに1年の延長オプションつき）の契約で移籍。移籍金はフィラデルフィアのクラブ史上最高額の2,800,000ドルと報じられている。
2022シーズン、27試合に出場し、13ゴール6アシストを記録した。

### 代表
2017年3月27日、U-21代表としてラナースで行われたイングランド戦に出場。
2021年11月、FIFAワールドカップ・ヨーロッパ予選のスコットランド戦でデンマーク代表に初招集された。ハムデン・パークで行われた試合で72分から途中出場し、A代表デビュー。試合は0-2で敗れた。

## 個人成績

### クラブ
| 国内大会個人成績 | 国内大会個人成績 | 国内大会個人成績 | 国内大会個人成績 | 国内大会個人成績 | 国内大会個人成績 | 国内大会個人成績 | 国内大会個人成績 | 国内大会個人成績 | 国内大会個人成績 | 国内大会個人成績 | 国内大会個人成績 |
| 年度             | クラブ           | 背番号           | リーグ           | リーグ戦         | リーグ戦         | リーグ杯         | リーグ杯         | オープン杯       | オープン杯       | 期間通算         | 期間通算         |
| 年度             | クラブ           | 背番号           | リーグ           | 出場             | 得点             | 出場             | 得点             | 出場             | 得点             | 出場             | 得点             |
| デンマーク       | デンマーク       | デンマーク       | デンマーク       | リーグ戦         | リーグ戦         | リーグ杯         | リーグ杯         | オープン杯       | オープン杯       | 期間通算         | 期間通算         |
| ---------------- | ---------------- | ---------------- | ---------------- | ---------------- | ---------------- | ---------------- | ---------------- | ---------------- | ---------------- | ---------------- | ---------------- |
| 2012-13          | スナユスケ       | 31               | スーペルリーガ   | 5                | 0                | -                | -                | 0                | 0                | 5                | 0                |
| 2013-14          | スナユスケ       | 21               | スーペルリーガ   | 12               | 1                | -                | -                | 0                | 0                | 12               | 1                |
| 2014-15          | スナユスケ       | 21               | スーペルリーガ   | 2                | 0                | -                | -                | -                | -                | 2                | 0                |
| 2014-15          | スキーヴェ       | 27               | ファースト       | 13               | 3                | -                | -                | 2                | 0                | 15               | 3                |
| 2015-16          | スキーヴェ       | 17               | ファースト       | 31               | 14               | -                | -                | 3                | 1                | 34               | 15               |
| 2016-17          | スナユスケ       | 17               | スーペルリーガ   | 34               | 5                | -                | -                | 2                | 0                | 36               | 5                |
| 2017-18          | スナユスケ       | 17               | スーペルリーガ   | 29               | 5                | -                | -                | 2                | 0                | 31               | 5                |
| 2018-19          | ブレンビー       | 11               | スーペルリーガ   | 27               | 6                | -                | -                | 4                | 2                | 31               | 8                |
| 2019-20          | ブレンビー       | 11               | スーペルリーガ   | 24               | 6                | -                | -                | 2                | 0                | 26               | 6                |
| 2020-21          | ブレンビー       | 11               | スーペルリーガ   | 32               | 19               | -                | -                | 1                | 1                | 33               | 20               |
| 2021-22          | ブレンビー       | 11               | スーペルリーガ   | 16               | 11               | -                | -                | 3                | 1                | 19               | 12               |
| アメリカ         | アメリカ         | アメリカ         | アメリカ         | リーグ戦         | リーグ戦         | リーグ杯         | リーグ杯         | USオープン杯     | USオープン杯     | 期間通算         | 期間通算         |
| 2022             | フィラデルフィア | 7                | MLS              | 27               | 13               | -                | -                | 0                | 0                | 27               | 13               |
| 通算             | デンマーク       | デンマーク       | スーペルリーガ   | 191              | 53               | -                | -                | 14               | 4                | 205              | 57               |
| 通算             | デンマーク       | デンマーク       | ファースト       | 44               | 17               | -                | -                | 5                | 1                | 49               | 18               |
| 通算             | アメリカ         | アメリカ         | MLS              | 27               | 13               | -                | -                | 0                | 0                | 27               | 13               |
| 総通算           | 総通算           | 総通算           | 総通算           | 262              | 83               | 0                | 0                | 19               | 5                | 281              | 88               |

### 代表
| デンマーク代表 | 国際Aマッチ | 国際Aマッチ |
| 年             | 出場        | 得点        |
| -------------- | ----------- | ----------- |
| 2021           | 1           | 0           |
| 通算           | 1           | 0           |

## タイトル

### クラブ
ブレンビーIF
- デンマーク・スーペルリーガ（2020-21）[30]

### 個人
- デンマーク・スーペルリーガ 得点王（2020-21）[30]
- デンマーク・スーペルリーガ シーズン最優秀選手（2020-21）[31]
- デンマーク・スーペルリーガ 月間最優秀選手（2021年3月）[26]
- ティプスブラデット シーズン最優秀選手（2021）[29]